# گلنگری (ویرجینیای غربی)
گلنگری (به انگلیسی: Glengary) یک منطقهٔ مسکونی در ایالات متحده آمریکا است که در شهرستان برکلی، ویرجینیای غربی واقع شده‌است. گلنگری ۲۷۷ نفر جمعیت دارد.